# سامانه بزرگراهی آرکانزاس

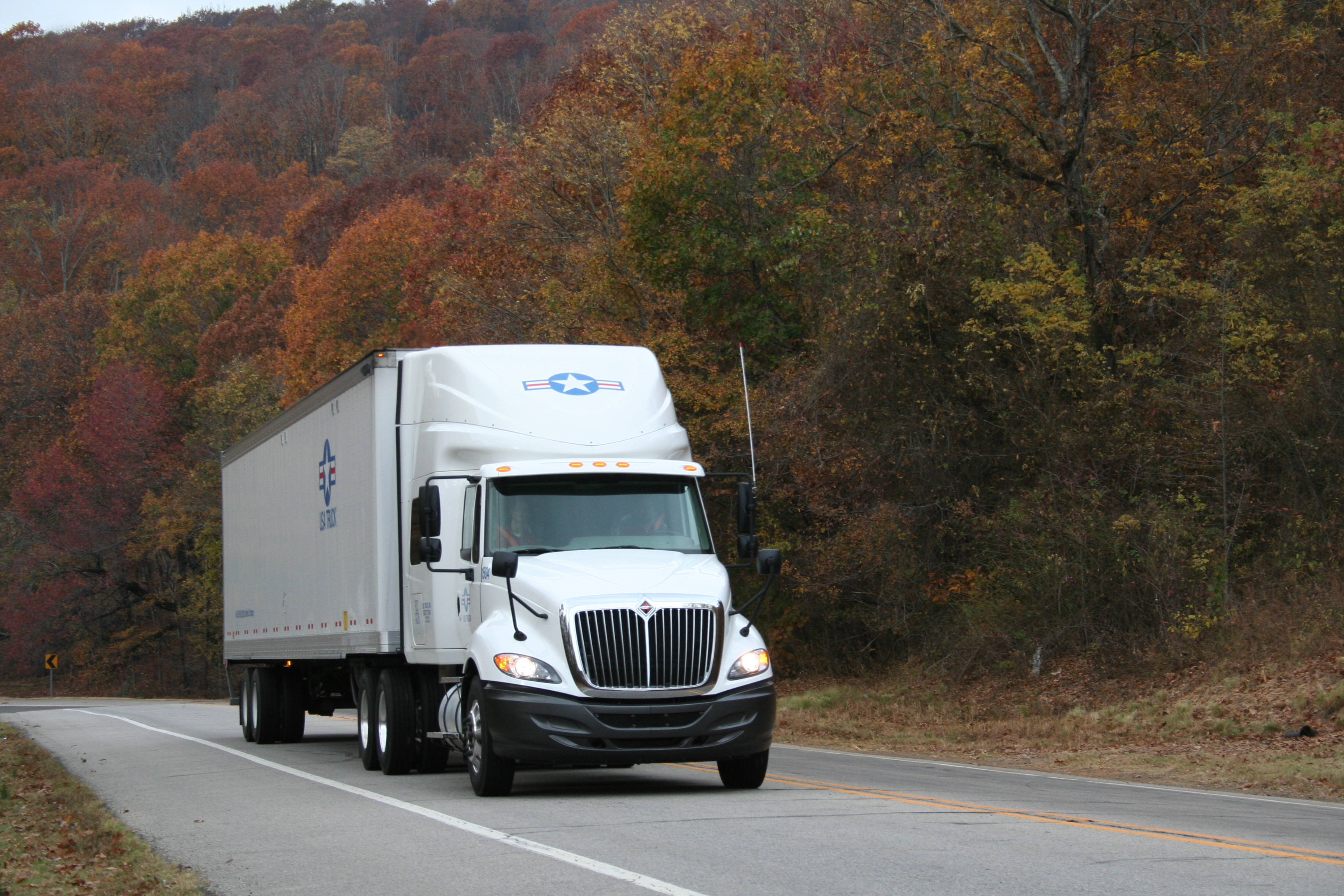
کامیون در حال رانندگی در بزرگراه

سامانه بزرگراهی آرکانزاس از تمام بزرگراه هایی تشکیل شده است که به عنوان بزرگراه های بین ایالتی، بزرگراه های ایالتی در ایالت آرکانزاس ایالات متحده تعیین شده اند. این سامانه توسط اداره حمل و نقل آرکانزاس (ArDOT) که به عنوان اداره بزرگراه ایالتی آرکانزاس نگهداری می شود. این سیستم شامل ۱۶٬۴۴۲٫۹۰ مایل (۲۶٬۴۶۲٫۲۸ کیلومتر) راه است.